# Яндекс Диск
Яндекс Диск — облачный сервис, принадлежащий компании Яндекс, позволяющий пользователям хранить свои данные на серверах в «облаке» и передавать их другим пользователям в Интернете. Основное назначение сервиса — синхронизация файлов между различными устройствами.
Ранее, до запуска Яндекс Диска, функцию хранения пользовательских файлов на Яндексе выполнял сервис Яндекс Народ.
Основными конкурентами данного сервиса являются Облако Mail.ru, Google Диск, Dropbox, OneDrive.
Доступ к сервису возможен в браузере, через WebDAV и с помощью специальной программы. 

## История

Просмотр электронных документов в веб-интерфейсе Яндекс Диска

4 апреля 2012 года компания Яндекс анонсировала новый неназванный сервис в корпоративном твиттере, опубликовав там его логотип, а 5 апреля запустила облачный сервис для синхронизации данных пользователей. Новый сервис был подобен сервисам «Dropbox» и «SugarSync» и ожидаемому в то время «Google Drive», при этом регистрация пользователей была доступна не всем, первое время сервис работал в режиме закрытого бета-тестирования.
Одновременно пользователям стала доступна компьютерная программа «Яндекс.Диск», предназначенная для работы с этим сервисом, а также доступ к сервису по протоколу WebDAV.

### 2012 год
- 5 апреля запущена бета-версия сервиса[3].
- 3 мая появилось первое API и первый open-source клиент[4].
- 24 мая появился flash-плеер в веб-интерфейсе и на странице опубликованного файла, кнопка «Сохранить на мой Диск», которая позволяет положить на свой Диск опубликованный кем-то другим файл[5].
- 22 августа внутри сервиса стало возможно просматривать документы формата Microsoft Office и Adobe Acrobat.
- 6 сентября сервис Яндекс Диск стал общедоступным и не требующим приглашения для регистрации[6].
- 9 ноября выпущен клиент для платформы Windows 8.
- 22 ноября стало возможным использовать общие папки для совместной работы и обмена файлами[7].
- 29 ноября музыкальные треки с Яндекс Диска стали доступны для прослушивания в Яндекс Музыке.
- 4 декабря Яндекс Диск предоставил возможность пользователям Symbian OS перенести на другой телефон (с ОС Android) контакты, SMS, историю звонков и закладки браузера[8].
- 11 декабря было произведено обновление программы для операционной системы iOS. В данном обновлении реализована поддержка iPad.
- 21 декабря с помощью Яндекс Диска стало возможным переносить данные телефона на смартфон на базе Android.
- 22 декабря выпущена версия 0.6.0, в которой появились уведомления программы о событиях в общих папках. В версии для Windows 8 появилась поддержка общих папок.

### 2013 год
- 17 января закрыт файлообменник Яндекс.Народ. Теперь все инструменты для загрузки и обмена файлами доступны только на Яндекс Диск.
- 28 января выпущена версия 0.7.0, в которой появилась выборочная синхронизация папок[9].
- 8 февраля владельцы планшетов Sony Xperia Tablet S, купленных в России, смогут увеличить объём своего Яндекс Диска до 50 ГБ. Для этого нужно просто установить приложение на ваш планшет, запустить его и авторизоваться — и вы получите дополнительные гигабайты[10].
- 1 марта начиная с версии 0.9.0, Яндекс Диск может выступать в качестве службы облачного сервиса, интегрируясь в офисный пакет Microsoft Office 2013[11].
- 21 марта мобильный Яндекс Диск уведомляет о приглашениях в общие папки.
- 18 апреля в версии 0.10 появилась возможность автоматической загрузки фото- и видеофайлов с цифровых камер и внешних носителей информации на Яндекс Диск. При этом пользователю предоставляются дополнительно 32 ГБ пространства на полгода[12].
- 22 апреля Яндекс Диск позволил делиться папками с другими пользователями.
- 23 мая в веб-интерфейсе появилась возможность скачать папку в виде архива[13].
- 27 мая в новой версии клиента для iOS появился фотослайдер и полноэкранный режим просмотра файлов на iPad[14].
- 28 мая выпускается клиент для платформы Windows Phone 7 и Windows Phone 8[15].
- 13 июня в клиентах для iOS и Android появилась возможность автозагрузки фото и видео.
- 17 июня появилась интеграция с сервисом Handy Backup, позволяющая в автоматическом режиме осуществлять резервное копирование файлов с компьютера в «облако».
- 3 июля улучшение работы Drag-and-drop функции. Теперь для загрузки файлов на Яндекс Диск достаточно открыть главную страницу Яндекса и перетащить нужный для загрузки файл.
- 5 июля в веб-интерфейсе Яндекс Диска стало возможным просматривать запароленные архивы и файлы.
- 30 июля Яндекс Диск начал предлагать своим пользователям платную возможность расширения дискового пространства.
- 13 августа в Яндекс Диске стало возможным просматривать файлы электронных книг .fb2 и .epub[16].
- 14 августа в мобильных клиентах Яндекс Диска стало возможным перемещать и переименовывать файлы и папки[17].
- 27 августа Яндекс выпускает первую версию программы для Linux, которая работает в консоли[18].
- 7 октября Яндекс запускает в открытый доступ виджет для веб-мастеров, позволяющий делиться файлами с пользователями с помощью Яндекс Диска[19].
- 15 октября Яндекс обновляет дизайн интерфейса расшаренных с другими пользователями папок.
- 14 ноября Яндекс Диск позволяет делиться файлами не только с помощью ссылки, но и с помощью специальной разновидности штрихкодов — QR-код. QR-код не зависит от материалов, лежащих в папке, поэтому их можно обновлять бесконечное количество раз, а QR-код останется неизменным.
- 15 ноября в Яндекс Диске появился поиск по загруженным файлам.
- 18 ноября выпускается обновление программы Клиент для *nix-систем. Были исправлены многие ошибки, а также возможность работать через прокси, установленное в системе[20].
- 30 ноября выходит версия 1.1.5, в которой был допущен критический баг[21]. При обновлении программы установщик пытался удалить системный раздел, что приводило к неудачному запуску других установленных программ и слёту активации Windows. 2 декабря ошибка была исправлена, и была выпущена версия 1.1.8. Всем пользователям, запускавшим потенциально опасные версии, в качестве компенсации было выдано дополнительно 200 ГБ доступного пространства на Яндекс Диске в вечное пользование, независимо от того, был ли пользователю причинён реальный ущерб.
- 12 декабря в веб-интерфейсе сервиса появляется возможность просмотра видео[22].
- 16 декабря в папках стали отображаться превью файлов[23].

### 2014 год
- 23 января создан инструмент для переноса контактов между iPhone, iPad и устройствами на Android — сервис Яндекс. Переезд[24].
- 24 февраля в Яндекс. Диске появился редактор скриншотов[25].
- 10 декабря версия для Android была адаптирована и для планшетов[26].
- 29 декабря появился офлайн-режим для Windows Phone[27].

### 2015 год
- 16 ноября появилась возможность редактировать и создавать файлы Microsoft Office в веб версии[28].
- 3 декабря добавили защиту файлов в диске для Android PIN кодом[29].
- 17 декабря появилась возможность выборочной синхронизации папок на любом уровне сложности[30].

### 2016 год
- 15 января появился раздел «История» в веб версии[31].
- 30 марта обновили «Скриншотер» до версии 2.0[32].
- 18 апреля создан раздел «последние файлы»[33].
- 12 мая обновился раздел «Все фото», для IOS фото теперь сгруппированы по месту и времени съёмки в Моменты и выстроены в хронологическом порядке. Вы можете давать Моментам имена и делиться ими с друзьями в виде альбомов[34].
- 17 мая добавили раздел «Последние файлы» для Android[35].
- 15 июля в новой версии Диска для Android появился встроенный аудиоплеер[36].
- 16 августа запустили комментарии и лайки для публичных файлов[37].
- 24 ноября запустили в бета режиме раздел «Лента». В Ленте в хронологическом порядке отображаются события с файлами, папками и ссылками[38].
- 14 декабря запустили диск версии 2.0 бета. Яндекс. Диск для компьютера и от аналогичных облачных клиентов программа отличается тем, что не хранит файлы из облака на компьютере[39].

### 2017 год
- С 3 апреля по 3 июля проходила акция «+32 Гб за мобильную автозагрузку».
- С 1 сентября по 1 декабря проходила акция «32 ГБ студентам и преподавателям». Условие получения подарка — отправить в компанию фотографию разворота студенческого билета или пропуска.
- 7 декабря объявлено о снятии ограничения для хранения фото и видео, загруженных с телефона.

### 2022 год
С 23 августа безлимит для фото стал платным (ранее для видео безлимит был только в подписке).

## Хранение
Сервис полностью бесплатен, но имеются платные возможности расширения доступного дискового пространства. По умолчанию предоставляются 5 ГБ пространства, которые можно расширить до 10 ТБ и более. Пользователи, которые активно использовали Чат в веб-интерфейсе Яндекс Почты, автоматически получили дополнительно 10 ГБ места на Яндекс Диске, когда Чат из почты был убран. В декабре 2012 года, оплатив подписку на приложение Яндекс Музыка для iPhone, можно было получить ещё 10 ГБ на год. Также Яндекс Диск периодически проводил акции, где участвующие пользователи могли получить дополнительное пространство. Одна из таких акций была проведена совместно с компанией Samsung – при покупке некоторых моделей ноутбуков пользователю предоставлялось 250 (200) гигабайт пространства в сервисе. 23 декабря 2013 года Яндекс приготовил новогодний подарок для всех пользователей сервиса — +2014 МБ на год бесплатно.
На Яндекс диске выделен раздел для хранения данных из приложений, которые обращаются к нему. Раздел создается в папке «Приложения», во вложенной папке, которая имеет название самого приложения, которое обращается к Яндекс диску. В частности, имеется папка «Приложения/Блокнот картографа Народной карты». В эту папку сохраняются гео-треки пользователя, создаваемые мобильным веб-приложением «Блокнот картографа Народной карты», а также мобильным iOS-приложением «Тректор». Эти треки можно просматривать через Веб-браузер, на сайте Народных Яндекс карт.

### Общие папки
Общие папки, к которым пользователю предоставили доступ, не занимают место на его Диске, общая папка занимает место только на Диске её владельца.

### Критика
История использования Яндекс Диска сохраняется навсегда. Пользователь не имеет возможности удалить историю своей активности.

## Программа-клиент «Яндекс Диск»

### Возможности веб-интерфейса
- Загрузка файлов размером до 50 ГБ[48].
- Хранение файлов неограниченное время.
- Передача файлов по зашифрованному соединению.
- Проверка файлов антивирусом.
- Синхронизация файлов между всеми устройствами пользователя.
- Получение публичных ссылок на загруженные файлы[49] для обмена ими.
- Встроенный в веб-версию html5-плеер для воспроизведения музыки и видео.
- Просмотр документов некоторых форматов.
- Просмотр графических файлов non-web (графических форматов).
- Возможность редактировать загруженные фотографии с помощью встроенного графического редактора.
- Управление файлами, размещёнными пользователем на сервисах (Яндекс Почта).
- Поиск любых отправленных или полученных почтовых вложений.
- Возможность открыть доступ нескольким пользователям на просмотр или редактирование файлов в папках на Яндекс Диске[50].

### Основные платформы
- Web-версия. Находится внутри Яндекс Почты, вкладка «Диск».
- Десктопный клиент для Windows 7/8/10[51], macOS и Linux.
- Мобильная версия для iOS, Android и Windows Phone.

### Поддерживаемые форматы файлов
Сервис Яндекс. Диск поддерживает онлайн-просмотр и проигрывание файлов следующих форматов:
- Документы — DOC/DOCX, XSL/XSLX, PPT/PPTX, OpenDocument, ODS, ODP, CSV, RTF, TXT, PDF;
- Изображения — JPEG, PNG, GIF, BMP, TIFF, NEF, EPS, PSD, CDR, AI;
- Архивы — ZIP, RAR, Tar;
- Видео — MP4, WMV, MKV, AVI;
- Аудио — AAC, MP3, MKA;
- Книги — FB2, EPUB.

## Правовое регулирование
В соответствии с «Законом о блогерах» сайт признан организатором распространения информации и 12 сентября 2014 года внесён в соответствующий реестр под номером 1-РР.
Программа-клиент «Яндекс Диск», как написано в лицензионном соглашении, бесплатна только для личного некоммерческого использования, а использование для других целей возможно по отдельному соглашению между Яндексом и пользователем.

## Статьи
- Алексанян Г. А. Использование облачных сервисов Яндекс при организации самостоятельной деятельности студентов СПО // Педагогика: традиции и инновации (II): материалы междунар. заоч. науч. конф. (г. Челябинск. — 2012. — С. 150—153.)